# Mercy Falls
Mercy Falls – trzeci studyjny album szwedzkiego zespołu Seventh Wonder, wydany w 2008 roku. Jest to album koncepcyjny opowiadający historię ofiary wypadku samochodowego, która budzi się aby odszukać samego siebie w tajemniczym mieście Mercy Falls. Jest to fikcyjny świat, który on sobie wyśnił pozostając w stanie śpiączki.

## Pełny opis fabuły albumu
Mężczyzna ma tajemniczy wypadek samochodowy i zapada w śpiączkę. Zostaje zabrany do szpitala przez sanitariuszy.
Pozostając w śpiączce, mężczyzna ma senne marzenia o miejscu zwanym Mercy Falls. Przez kilka kolejnych lat po wypadku, kiedy jego stan nie ulega zmianie, żona ponownie przychodzi go odwiedzić. Dowiaduje się od lekarzy, że stan jej męża nadal nie uległ poprawie. Przed wyjściem z jego pokoju zostawia mu włączone radio.
W swoim umyśle mężczyzna śni o kobiecie, która mieszka w Mercy Falls. Kobieta ta na stałe pozostaje zamknięta w "Wysokim domu", jest to pusty dwór, którego boją się wszystkie dzieci. Po jakimś czasie mężczyzna zaczyna zdawać sobie sprawę, że wszystko co widzi jest odbiciem jego samego. Domyśla się, że jest uwięziony w środku własnego, pustego umysłu i pozostaje w całkowitej izolacji od tych, których kocha. Wierzy, że jeśli uda mu się spotkać tę kobietę z Wysokiego domu i jej pomóc w ucieczce to będzie mógł opuścić Mercy Falls, a tym samym wrócić do rodziny.
Powrót do świata realnego.
Ojciec uśpionego mężczyzny podpisuje formularz umożliwiający jego synowi oddawanie szpiku. Wydaje się być to ich ostatnia próba ratowania poszkodowanego.
Powrót do Mercy Falls.
Mieszkańcy Mercy Falls przygotowują się do straszliwej burzy, która może zniszczyć ich wioskę.
(Burza to oczywiście odzwierciedlenie działań lekarzy, którzy starają się wyleczyć człowieka z wykorzystaniem szpiku kostnego, dlatego wyimaginowani mieszkańcy odczuwają to jako atak na ich życie)
Mieszkańcy jednoczą się i budują obronę przed burzą. Dlatego procedura medyczna nie powiodła się.
Powrót do realnego świata:
Żona mężczyzny i lekarze tracą nadzieję. Na albumie jest to odzwierciedlone w emocjonalnej kulminacji w utworze, One Last Goodbye. Zostaje odłączona aparatura podtrzymująca życie, ale zanim to robią zapewniają nieprzytomnego mężczyznę, że pamięć o nim będzie żyć.
Mężczyzna przechodzi z Mercy Falls w życie pozagrobowe, a gdy umiera, pojawia się migawka z przeszłości, która ujawnia rozmowę jaką odbył z żoną kilka lat temu w samochodzie. Powiedziała mu ona wtedy, że ich syn nie był tak naprawdę jego dzieckiem.
Mężczyzna jest tym wstrząśnięty tak, że traci kontrolę nad kierownicą i doprowadza do wypadku. W osi czasu ten moment z powrotem przenosi nas do początku albumu. To wyjaśnia, dlaczego przeszczep szpiku kostnego od syna był nieudany.
Syn walczy z brakiem ojca i matki. Matka zmaga się z poczuciem winy i odwraca się w stronę alkoholu.
Syn odnosi się do niego jako "mętnej wody".
Ma żal do matki, nie tylko o to, że pośrednio spowodowała wypadek, ale że okłamywała go nawet kiedy ojciec pozostawał w śpiączce. Dopiero kiedy przeszczep się nie powiódł okazało się, że on nie jest synem mężczyzny, którego nazywał ojcem. Płacze kiedy przypomina sobie jak matka niewzruszenie patrzyła za jego żałobę i wszystkie próby wybudzenia ojca.
Ostatnia piosenka, The Black Parade, opowiada o doświadczeniu mężczyzny przechodzącego w zaświaty.
Cały album należy jednak traktować bardzo metaforycznie nie tylko przez pryzmat samego Mercy Falls, ale również wydarzeń, które przedstawione są jako rzeczywiste. 

## Lista utworów[3]
1. A New Beginning - 3:05
2. There and Back - 3:02
3. Welcome to Mercy Falls - 5:11
4. Unbreakable - 7:19
5. Tears for a Father - 1:58
6. A Day Away - 3:43
7. Tears for a Son - 1:42
8. Paradise - 5:46
9. Fall in Line - 6:09
10. Break the Silence - 9:29
11. Hide and Seek - 7:46
12. Destiny Calls - 6:18
13. One Last Goodbye - 4:21
14. Back in Time - 1:14
15. The Black Parade - 6:57

## Skład zespołu
- Tommy Karevik - Wokal
- Andreas "Kyrt" Söderin - Keyboard
- Johan Liefvendahl - Gitara
- Andreas Blomqvist - Bass
- Johnny Sandin - Perkusja
- Jenny Karevik - Wokal wspierający